# Vanovice (Všejany)
Vanovice je vesnice, část obce Všejany v okrese Mladá Boleslav. Nachází se asi jeden kilometr severozápadně od Všejan. Vesnicí protéká Vlkava. Vanovice leží v katastrálním území Všejany o výměře 9,4 km².

## Historie
První písemná zmínka o vesnici pochází z roku 1380.

## Další fotografie

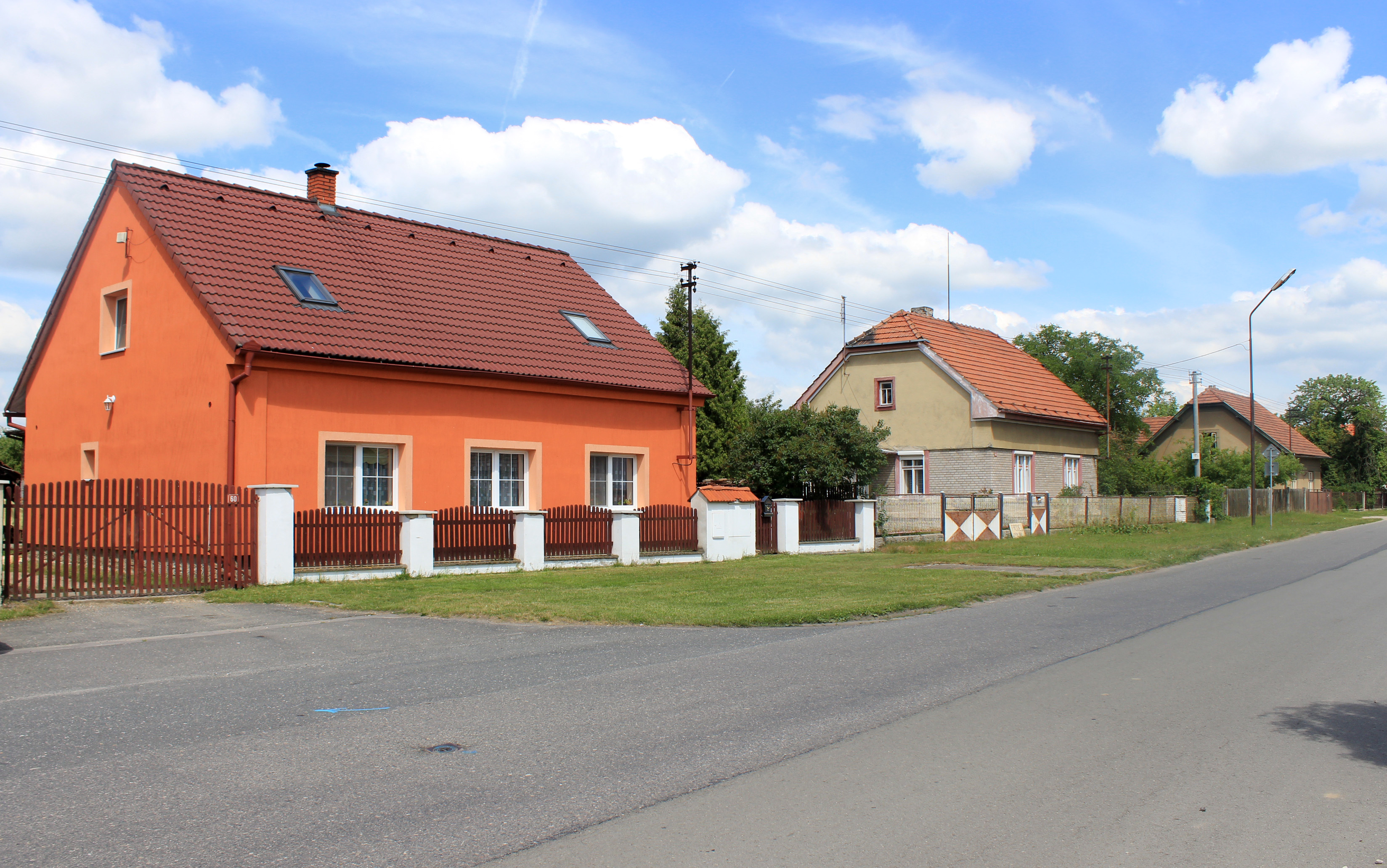
Ulice Hlavní
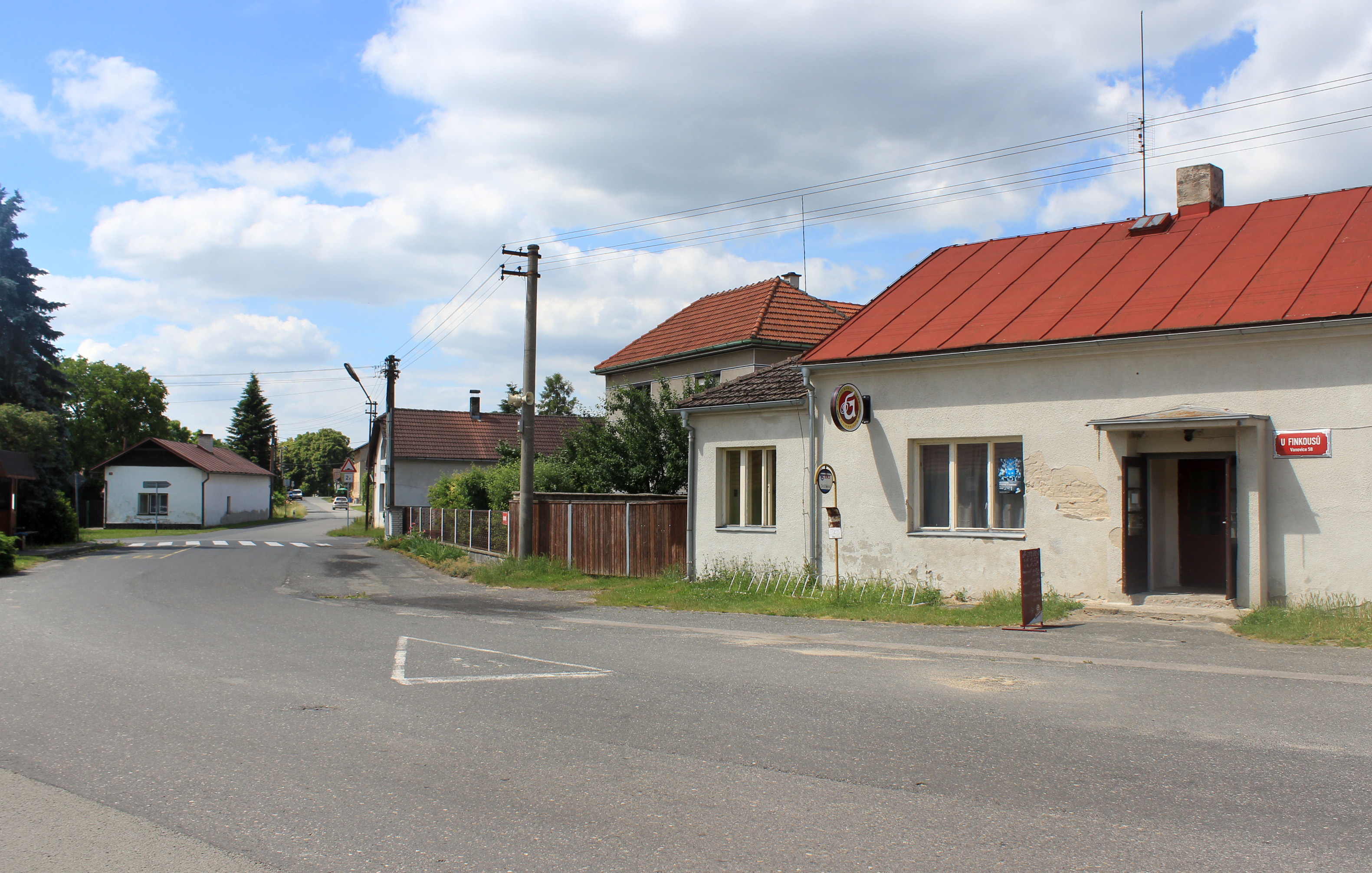
Restaurace
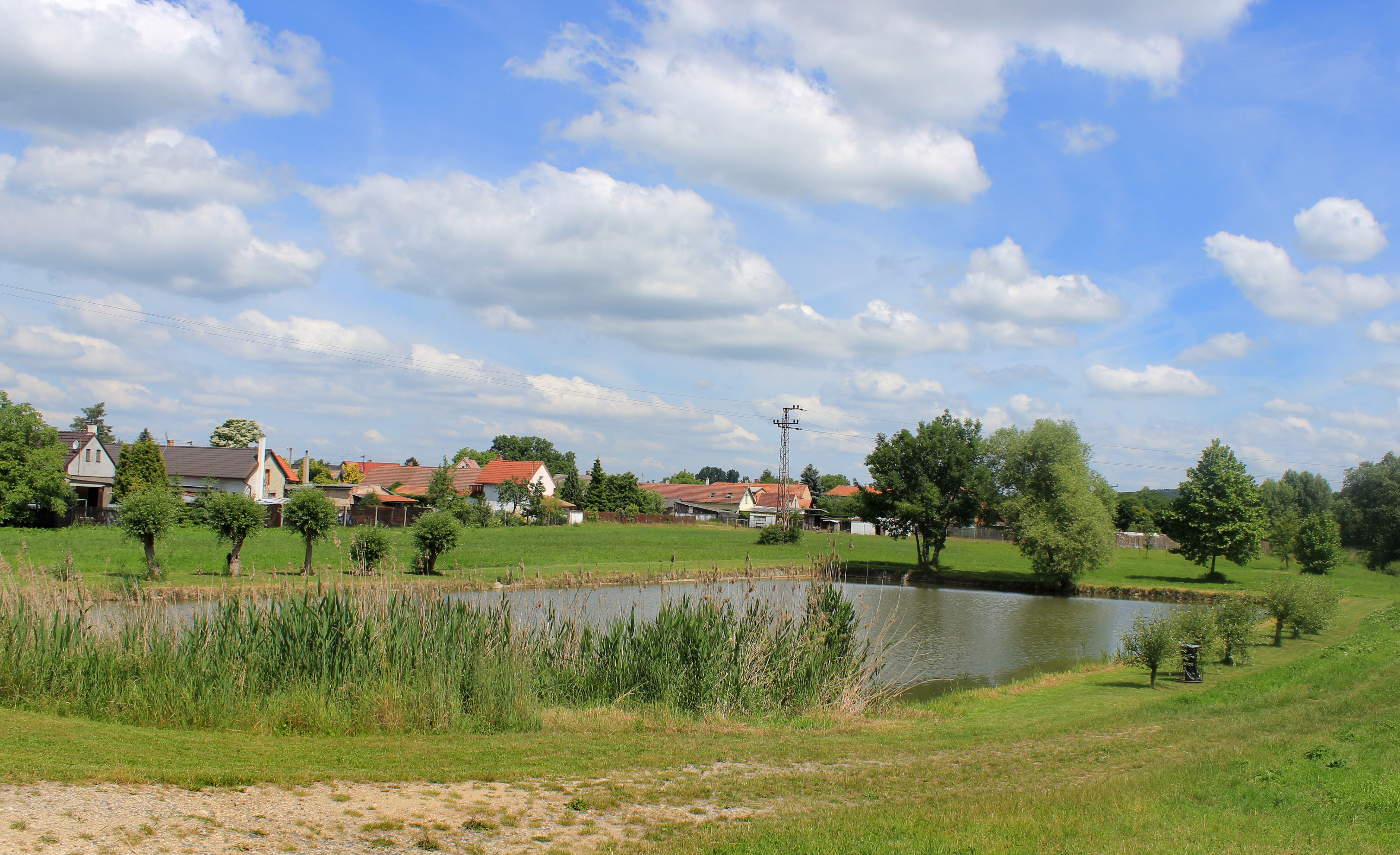
Rybník mezi Vanovicemi a Všejany